# Буйновский, Юзеф
Юзеф Буйновский (пол. Józef Bujnowski, бел. Юзаф Буйноўскі; 31 марта 1910, Околица-Рудава (ныне Браславский район, Беларусь) — 15 февраля 2001, Лондон) — польский поэт, эссеист, историк литературы и литературный критик, редактор, журналист, педагог. Профессор, доктор наук. Один из основателей польского ПЕН клуба в 1946 году.

## Биография
После окончания Дисенской гимназии, в 1929 году поступил на филологическое отделение Университета Стефана Батория в Вильно, где учился под руководством М. Кридля. Был в числе основателей студенческого журнала «Полоса», где напечатал свои первые статьи.
В 1934 году редактировал виленский журнал «Марш».
В 1935—1938 годах Ю. Буйновский учительствовал в Браславской частной гимназии. Здесь же подготовил и издал в местной типографии два поэтических сборника.
В 1939 году был приглашен на работу в Вильно в лицей имени Снядецкого, где преподавал польский язык.
Участник Второй мировой войны. После начала войны в 1939 году был мобилизован в польскую армию и участвовал в боевых действиях. Был взят в плен в районе Львова.
В 1939—1940 годах находился в заключении в СССР в лагере у Юхнова. Бежал из лагеря, добрался до Вильно, где стал сотрудником газеты «Kurier Wileński», вступил в подпольную организацию «Союз вооруженной борьбы» (псевдонимы Вальтер, Альф, Волк).
В 1941 году был арестован и заключен в тюрьму, а затем отправлен в лагерь под Уржумом.
Работал в колхозе. В августе 1942 года бежал, добрался до польских представителей генерала Андерса в Кирове.
После амнистии вступил в формирующуюся польскую армию генерала Андерса, участвовал в боевых действиях 2-го корпуса на территории Италии, в том числе под Монтекассино. Во время войны продолжал заниматься литературным трудом, сотрудничал с военными изданиями.
Ю. Буйновский в 1946 году стал одним из основателей польского ПЕН клуба. В том же году переехал на постоянное жительство в Англию, где занимался преподавательской, издательской, литературной деятельностью. Был руководителем издательства Польского литературного общества, содержал собственную типографию.
С 1952 года преподавал в польском зарубежном университете в Лондоне.
В 1956 году защитил кандидатскую, в 1964 году — докторскую диссертацию и стал профессором.
В 1970—1978 годах Ю. Буйновский читал специальные курсы в ряде высших учебных заведений Англии, в университетах Амстердама и Гейдельберга.
Член польского научного общества в эмиграции. Генеральный председатель общества в 1964/1965.

## Избранная библиография
Автор сборников стихотворений:
- Ręce od brzegu (1943)
- Brzozom w płomieniach (1945)
- Powroty (1947)
- Rysy na pustce (1953)
- Lipowy witraż (1954)
- Odsyłacz w bezsens(1955)
- Krawędzie(1956)
- O kobietach, diabłach i rycerzu. Igraszka poetycka (1964)
- Poranki i studia (1964)
- Spod Gwiazdozbioru Wielkiego Psa (1987)

### Проза
- Koła w mgławicach (микроповесть) (1993)

## Награды
- Крест Храбрых
- премия Союза польских писателей в эмиграции (1988).